# Henni Lehmann

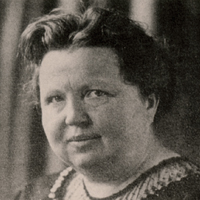
Henni Lehmann, um 1920

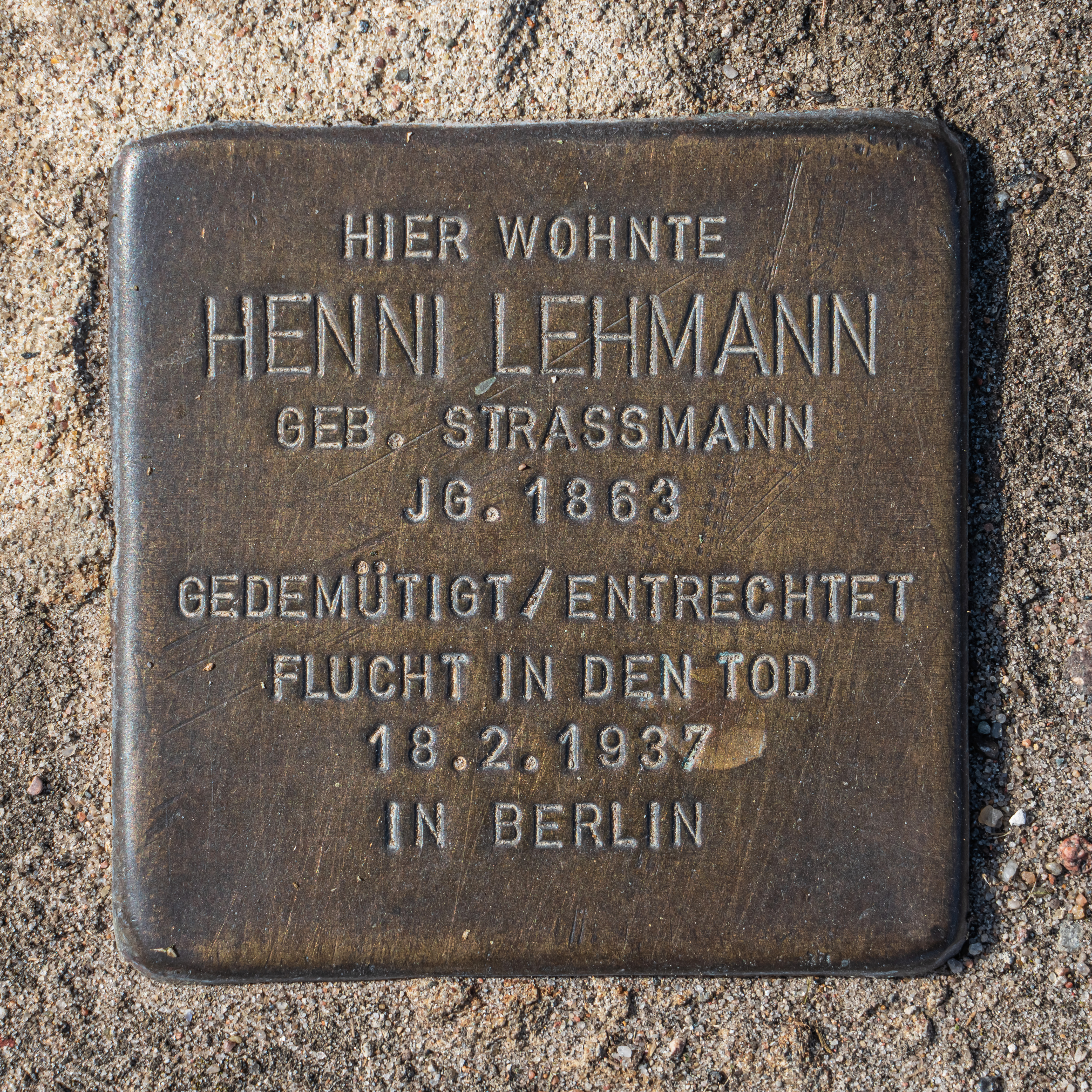
Vitte/Hiddensee Stolperstein: Henni Lehmann

Henriette „Henni“ Lehmann (geb. Straßmann; * 10. Oktober 1862 in Berlin; † 18. Februar 1937 ebenda) war eine politisch und sozial engagierte deutsche Künstlerin und Autorin. In der Zeit des Nationalsozialismus verfolgt, nahm sie sich 1937 das Leben.

## Leben

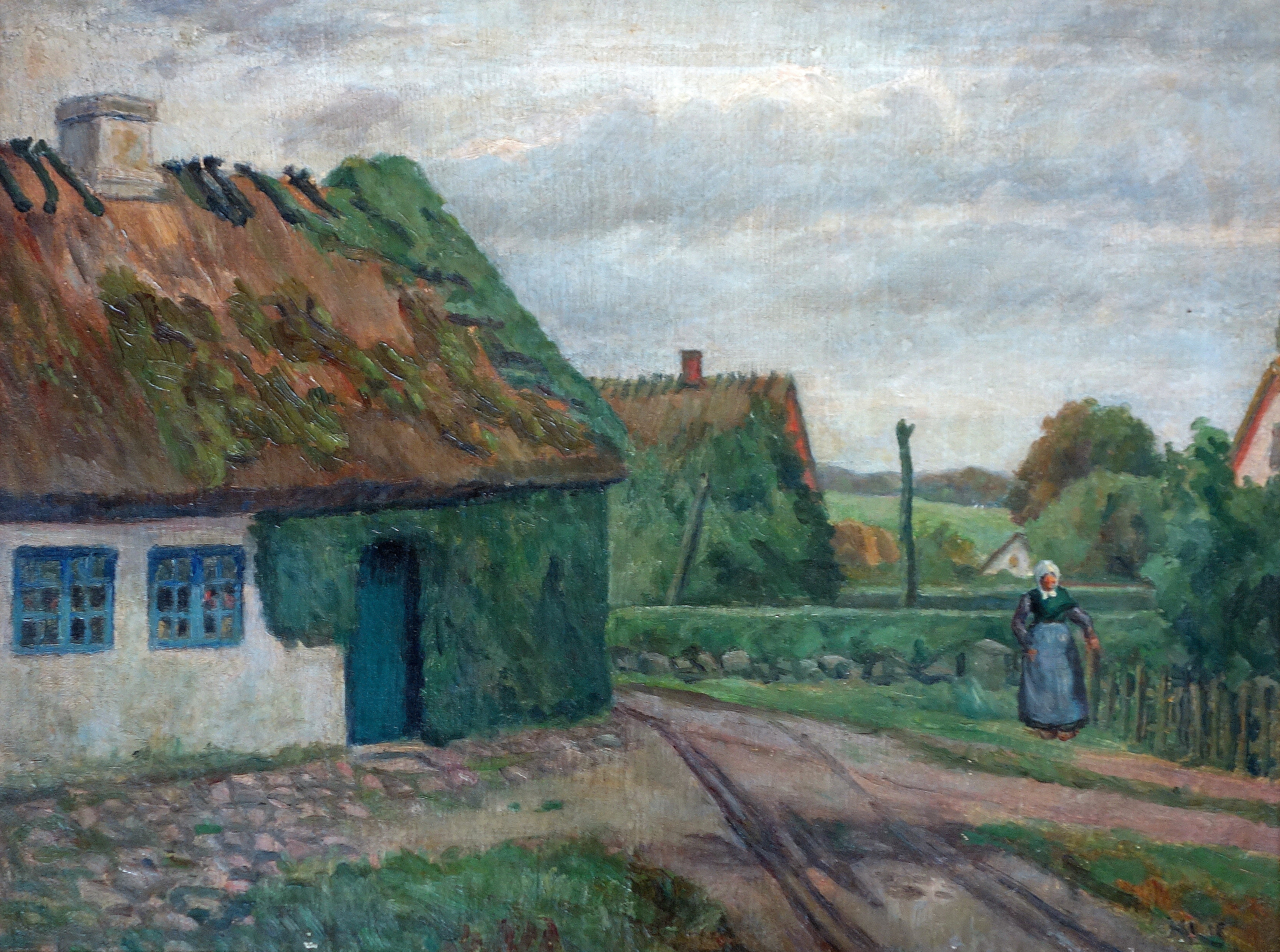
Bäuerin auf der Straße in Kloster (Hiddensee)

Henni Lehmann entstammte einer jüdischen Berliner Familie. Ihr Vater, der Arzt Wolfgang Straßmann (1821–1885), war von 1862 bis 1885 liberaler Stadtverordneter in Berlin und Mitglied des Preußischen Abgeordnetenhauses. Er war mit Louise geb. Cohen (1835–1889) verheiratet.
Die Tochter Henni besuchte die Königliche Kunstschule zu Berlin und heiratete 1888 Karl Lehmann (1858–1918), einen Rechtswissenschaftler, der ebenfalls jüdische Wurzeln hatte. Beide konvertierten nach der Hochzeit zum Protestantismus. Das Ehepaar zog nach Rostock, da ihr Mann an der Universität Rostock eine Professur erhalten hatte. 1904 wurde Lehmann zum Rektor der Universität gewählt. Das Paar hatte drei Kinder:
- Wolfgang Lehmann (1890–1910),
- Karl Lehmann(-Hartleben) (1894–1960) und
- Eva Fiesel geb. Lehmann (1891–1937).

Zu Henni Lehmanns Rostocker Bekanntenkreis gehörte ab 1905 die aus den USA stammende Frauenrechtlerin Laura Witte. Bis 1911 war sie auch Vorsitzende des Rostocker Frauenvereins.
1911 zog sie mit ihrer Familie nach Göttingen, nachdem ihr Mann eine Professur an der Universität Göttingen erhalten hatte. Während des Ersten Weltkriegs war sie Leiterin der Göttinger Abteilung des Nationalen Frauendienstes (NFD) innerhalb des Vaterländischen Kriegshilfsdiensts. 1919 wurde sie Mitglied der SPD.
Nach dem Tod ihres Mannes blieb sie zunächst in Göttingen, übersiedelte dann aber 1922 nach Weimar, wo sie bis 1933 in der Bismarckstraße 30 wohnte, der heutigen Schubertstraße. Während der Weimarer Republik engagierte sie sich in der Arbeiterwohlfahrt. Sie schrieb sozial engagierte Romane und hielt Vorträge. Auch trat sie gegen den Antisemitismus auf.

## Hiddensee

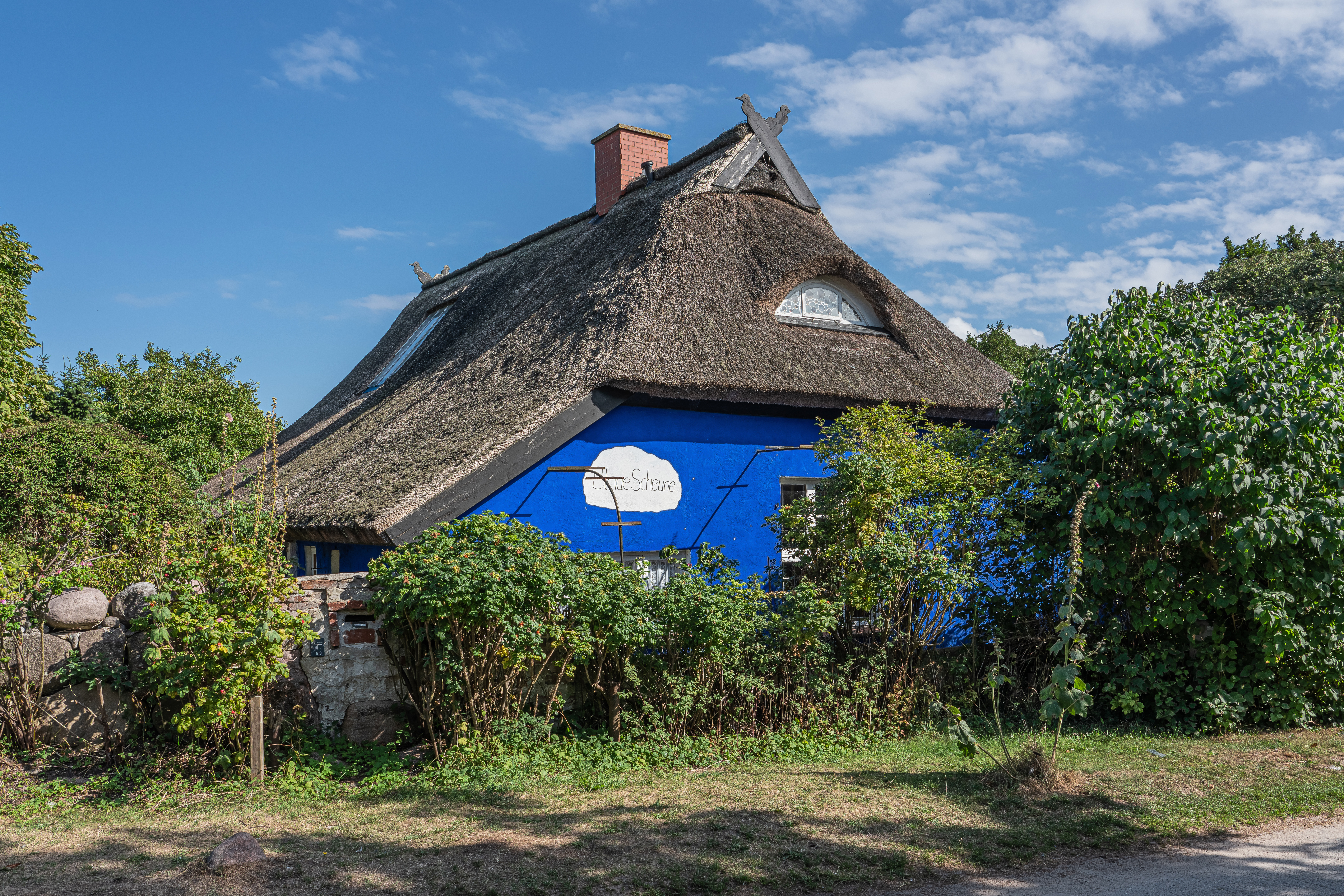
Die Blaue Scheune in Vitte, Lehmanns ehemaliges Ferienhaus

Ab 1907 verbrachte die Familie Lehmann die Sommerferien regelmäßig auf der Insel Hiddensee und erwarb im selben Jahr ein Grundstück in Vitte, auf dem Henni Lehmann ein Landhaus errichten ließ, das bis 1937 als Sommersitz genutzt wurde. Entworfen hatte den Bau der Schweriner Architekt Paul Ehmig. Er trägt seit 2000 die Bezeichnung Henni-Lehmann-Haus.
Henni Lehmann engagierte sich auf Hiddensee für die Schaffung besserer Lebensumstände und zählte 1909 zu den Gründungsmitgliedern der Genossenschaftsreederei. 1913 gab sie den Insulanern ein Darlehen zum Bau eines Arzthauses, und 1914 gehörte sie zu den Mitbegründern und ersten Vorstandsmitgliedern des Natur- und Heimatschutzbundes Hiddensee.

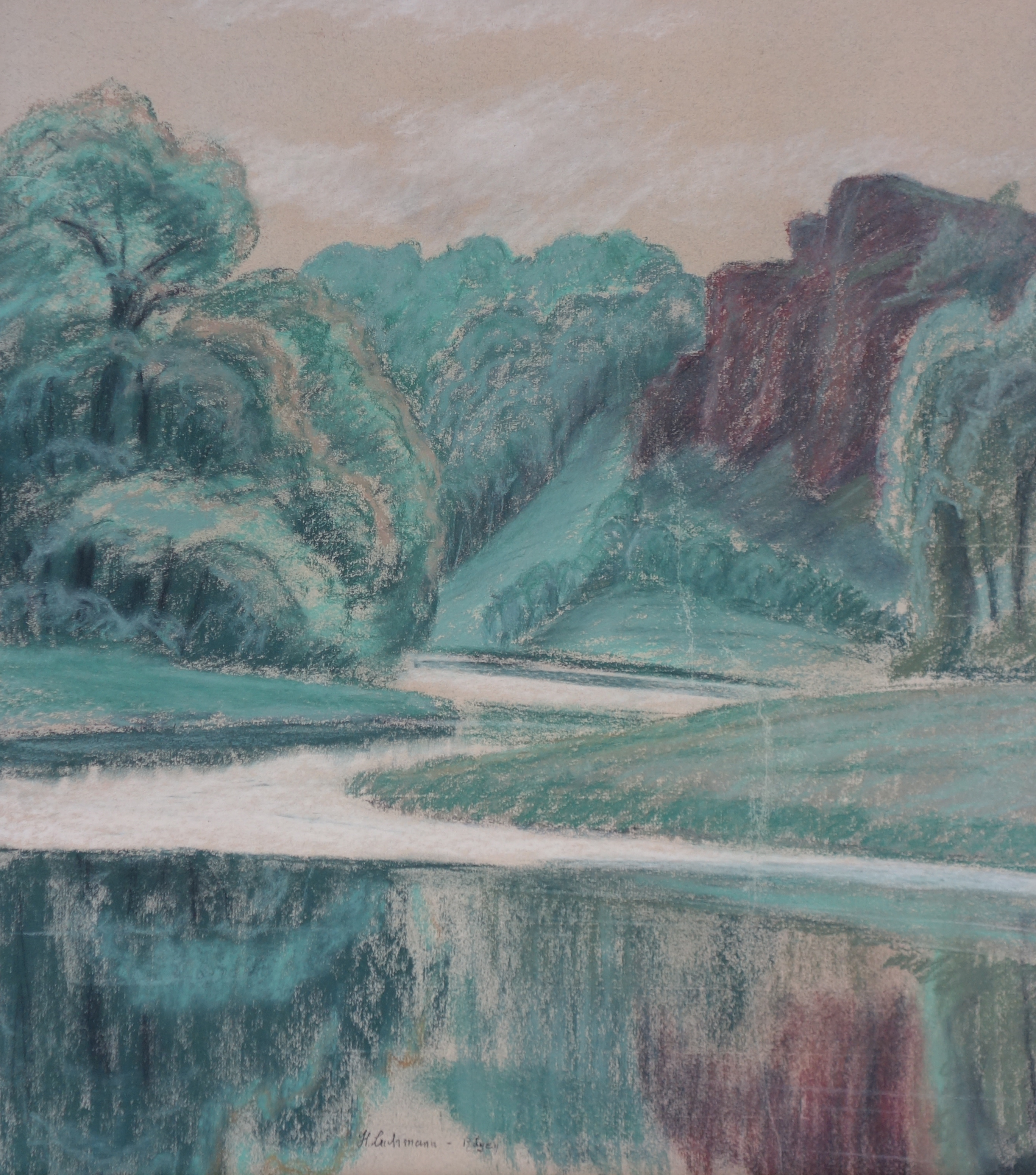
Landschaft am See

Um 1919 kaufte Henni Lehmann noch die neben ihrem Landhaus befindliche Bäckerscheune, die sie zu einem Atelier mit Ausstellungsraum umbauen ließ. Sie erhielt die Bezeichnung Blaue Scheune und wurde zum Zentrum des Hiddensoer Künstlerinnenbundes, zu dem u. a. Clara Arnheim, Elisabeth Büchsel und Käthe Löwenthal gehörten. Durch die NS-Herrschaft war dies ab 1933 nicht mehr möglich, und 1934 verkaufte Henni Lehmann die Blaue Scheune an Elisabeth Niemeier (1879–1962), die geschiedene Ehefrau des Malers Nikolaus Niemeier (1876–1934).

## Die letzten Jahre
Um 1934 scheint Henni Lehmann Weimar verlassen zu haben und lebte danach hauptsächlich auf Hiddensee. 1934 emigrierte ihre Tochter Eva Fiesel in die USA, 1935 folgte ihr Sohn Karl Lehmann-Hartleben.
Etwa 1935 wurde bei ihr Krebs diagnostiziert. In der Hoffnung auf eine fachgerechte medizinische Versorgung fuhr sie danach häufig nach Berlin und wohnte dort bei ihrer Freundin und Mitarbeiterin Clara Arnheim, deren Wohnung sich in der Uhlandstraße 181/182 in Berlin-Charlottenburg befand. Am 18. Februar 1937 nahm sie sich dort das Leben. Ihr Cousin Paul Straßmann hielt die Trauerrede und schrieb später in seinem Tagebuch: „Ihre letzten Sorgen und Qualen beendete sie mit Veronal. Vor Jahren weigerte ich mich, es ihr zu verschreiben, also besorgte sie es sich in Weimar. Sie war der klügste Kopf unseres Clans: eine würdige Straßmann!“

## Auszeichnungen
1917 erhielt Henni Lehmann von Kaiserin Auguste Viktoria das Frauen-Verdienstkreuz in Silber.

## Posthume Ehrungen
Henni Lehmanns Landhaus erbten – gemäß ihres Testaments – ihre vier Enkel, die es 1938 für 17.000 Reichsmark an die Gemeinde Hiddensee verkauften. Es wurde danach umgebaut und diente bis 1991 als Rathaus. Von 1997 bis zum Sommer 2000 wurde das Haus abermals umgebaut und erhielt am 5. Juni 2000 die offizielle Bezeichnung Henni-Lehmann-Haus. Das Erdgeschoss wird seitdem für Veranstaltungen und Ausstellungen sowie durch die örtliche Bibliothek genutzt. Im Dachgeschoss befinden sich private Wohnungen. In den Gehweg zum Haus wurde am 14. Juli 2008 ein Stolperstein eingelassen (siehe Liste der Stolpersteine in Insel Hiddensee), der an die Verfolgung der jüdischen Künstlerin durch die Nationalsozialisten und ihren Suizid erinnert.

## Werke

### Bücher, Vorträge und Gedichte

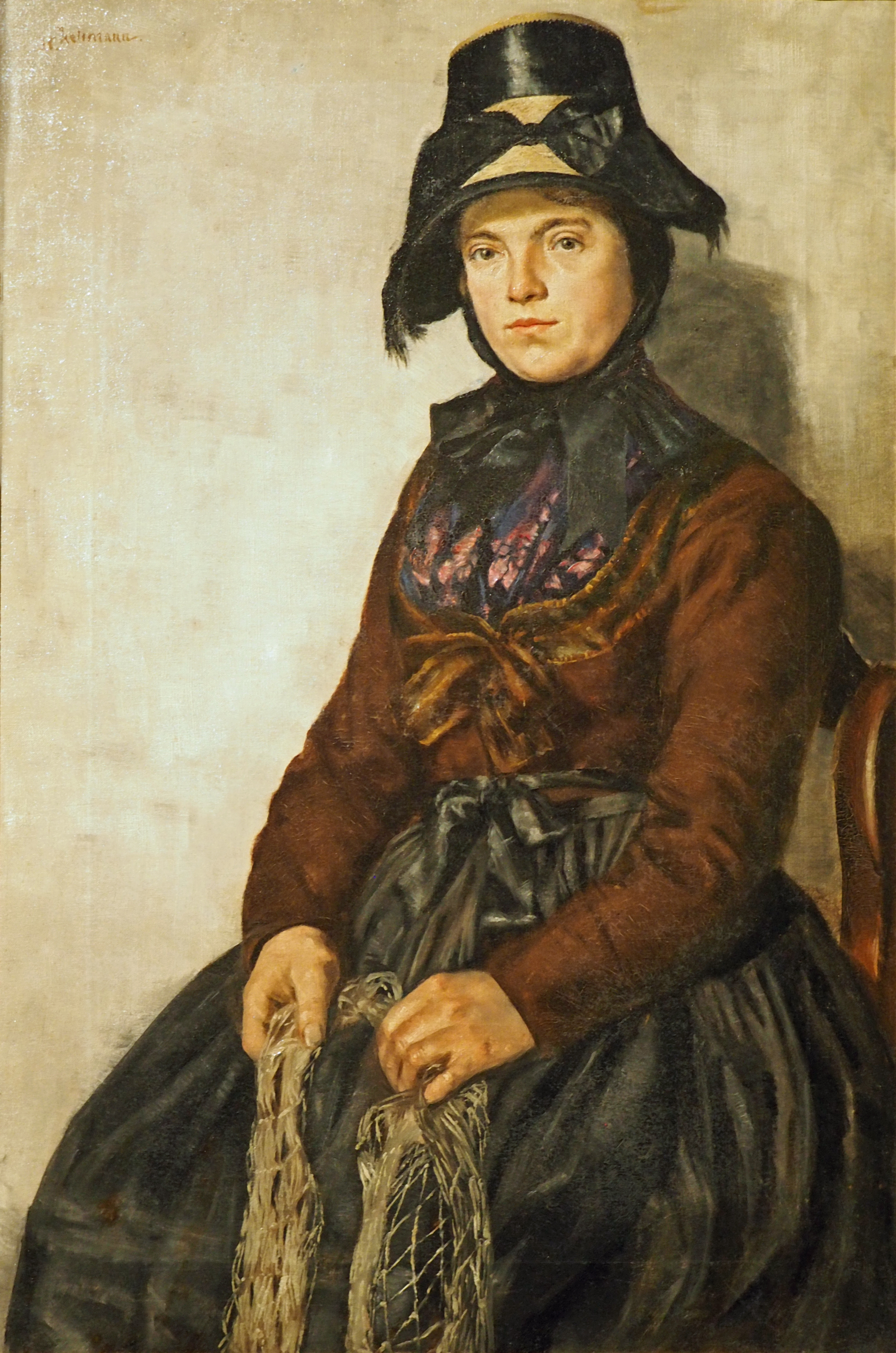
Frauenporträt im Heimatmuseum Hiddensee

- Allerlei aus Mecklenburg und anderswoher. Skizzenbuch mit Original-Künstlerbeiträgen, Rostock 1908
- Erinnerungen an Adolf Wilbrandt, gesprochen bei der Gedächtnisfeier des Rostocker Frauen-Vereins am 6. Oktober 1911, Rostock: Koch 1911
- Das Kunst-Studium der Frauen. Ein Vortrag von Henni Lehmann. Gehalten zu Frankfurt a. M. Mai 1913. Veröffentlichung des Vereins Frauenbildung-Frauenstudium, Darmstadt: Verlags-Anstalt Alexander Koch [1914], 35 Seiten (Digitalisat)
- Religion und Weltanschauung in der Nationalen Jugendpflege. Vortrag gehalten in dem staatlichen Lehrkurs für Jugendpflege zu Göttingen im Juni 1916, Göttingen: Spielmeyer 1916
- Die Frauen aus dem Alten Staden Nr. 17, Erzählung, Berlin: J. H. W. Dietz Nachf. 1921, 172 Seiten – Neuausgabe Dresden 2014
- Religion und Weltanschauung in der nationalen Jugendpflege, Vortrag, Göttingen: C. Spielmeyer 1916, 23 Seiten
- Es singt das Meer, Sonette und Terzinen, Weimar: W. von Kornatzki 1922, 96 Seiten – Neuausgabe Dresden 2015
- Armenhauskinder, Erzählung, Jena 1924
- Der Feldherr ohne Heer, Roman, Berlin: J. H. W. Dietz Nachf. 1928, 234 Seiten

### Aufsätze und Erzählungen
- Frauenstudium, in: Die Werkstatt der Kunst, Jg. 12, Heft 19 vom 3. Februar 1913, S. 257 f. (Digitalisat)
- Die Ausländerfrage an den Akademien und die deutschen Künstlerinnen, in: Die Werkstatt der Kunst, Jg. 14, Heft 32 vom 10. Mai 1915, S. 378 (Digitalisat)
- Dorfkultur, in: Arbeiter-Jugend, Jg. 11, Nr. 20 vom 4. Oktober 1919, S. 176–178 (Digitalisat); Nr. 21 vom 18. Oktober 1919, S. 195 f. (Digitalisat)
- Rostock, in: Arbeiter-Jugend, Jg. 12, Nr. 6 vom 20. März 1920, S. 64 f. (Digitalisat)
- Frühlingstage im Solling, in: Arbeiter-Jugend, Jg. 12, Nr. 11 vom 1. Juni 1920, S. 116 f. (Digitalisat)
- Zwei Romane von Gottfried Keller, in: Arbeiter-Jugend, Jg. 13, Nr. 3 vom März 1921, S. 91–93 (Digitalisat)
- Maitage im Harz, in: Arbeiter-Jugend, Jg. 13, Nr. 5 vom Mai 1921, S. 162–166 (Digitalisat)
- Sommertage am Rhein, in: Arbeiter-Jugend, Jg. 13, Nr. 9 vom September 1921, S. 303–306 (Digitalisat)
- Die großen Dichter Italiens, in: Arbeiter-Jugend, Jg. 13, Nr. 10 vom Oktober 1921, S. 334–336 (Digitalisat)
- Die Jugend und das neue Strafrecht, in: Arbeiter-Jugend, Jg. 14, Nr. 1 vom Januar 1922, S. 10–12 (Digitalisat)
- Jugendgenossinnen und soziale Arbeit, in: Arbeiter-Jugend, Jg. 14, Nr. 3 vom März 1922, S. 81–83 (Digitalisat)
- Jürg Jenatsch von Conrad Ferdinand Meyer, in: Arbeiter-Jugend, Jg. 14, Nr. 8 vom August 1922, S. 243–245 (Digitalisat)
- Das Problem des Verwahrungsgesetzes, in: Die Gesellschaft, Band 2, Heft 8 vom August 1925, S. 174–177 (Digitalisat)
- Vom alten Herrn Gamsbocker, in: Mecklenburgische Monatshefte, Jg. 4, Heft 12 vom Dezember 1928, S. 676 f.
- Die Totgeweihten (Gedicht), in: Mecklenburgische Monatshefte, Jg. 5, Heft 9 vom September 1929, S. 485
- Wismar (Radierung), in: Mecklenburgische Monatshefte, Jg. 12, Heft 144 vom Dezember 1936, S. 657

## Zitate von und über Henni Lehmann
Henni Lehmann im Nachwort zu ihrer Erzählung „Die Frauen aus dem Alten Staden Nr. 17“:
„Sie waren Proletarierfrauen und es war Krieg. Die Selbstgerechten und Frommen nennen die eine eine Verworfene, die andere eine sündige Selbstmörderin, aber sie und die andern alle waren nicht schlecht, sie waren nur unglücklich und schwach. Ach, urteilt nicht hart über sie! Wer weiß, wo ihr ständet und eure Frauen und Töchter, wenn ihr Proletarier wäret, und es wäre Krieg! Helft alle, Proletarier und ihr andern, daß die Welt besser, daß sie friedlicher und gerechter werde!“
Karl Fischer, Rezension zu Armenhauskinder in der SPD-Parteizeitung Vorwärts vom 19. Oktober 1924:
„Henni Lehmann hat vor Jahren einen Roman geschrieben: „Frauen aus dem Alten Staden Nr. 17“, einen Roman, der in grauen Häusern der Armut spielt und in niedrigen Stuben mit trüber hoffnungsloser Luft, in denen vom Schicksal Geknechtete still einem frühen Tod entgegenleben. Ein paar Personen aus dem alten Staden begegnen uns auch in dieser neuen Erzählung, die im Armenhaus einer kleinen Stadt spielt. Also Armeleutegeschichten mit Armeleutegeruch, wie ja wohl von den anderen, die nur die Sommerseite des Lebens kennen, naserümpfend gesagt wird. Und gerade diese Hochmütigen und Erbarmungslosen sollen die „Armenhauskinder“ lesen, gerade für sie hat Henni Lehmann den Roman geschrieben. Das Buch ist wie ein hohes Lied der Liebe zu den Enterbten des Glücks, und man kann sich denken, dass Menschen, die diese Geschichte lesen und deren Herzen so lange verhärtet waren, gut werden zu den Armen und Unglücklichen.“
Gerhart Hauptmann schrieb am 20. August 1910 in seinem Tagebuch über die Malerin:
„Hiddensee. Es ist ein ekelhaft bekrochenes Eiland geworden. Ein dickes Weib hat eine Villa errichtet und malt frech vor der Tür mit zwei Zentnern am Leibe. Fürchterlich!“